# Alan Cartwright
Alan George Cartwright (Berkshire, 10 d'octubre de 1945 - 4 de març de 2021) va ser un baix britànic, popular per haver format part del grup de rock progressiu Procol Harum.
Abans d'unir-se a Procol Harum el 1972 havia tocat el baix per Freddie Mack al costat de B.J. Wilson i Roger Warwick. La incorporació de Cartwright a Harum li va permetre a Chris Copping concentrar-se a gravar l'òrgan per a les produccions de la banda. El primer àlbum de Procol Harum en el qual va participar va ser en el directe Procol Harum Live with the Edmonton Symphony Orchestra. Va continuar gravant i fent gires amb la banda fins al llançament de l'àlbum d'estudi Procol's Ninth el 1975.
Va morir el 4 de març de 2021 als 75 anys a causa d'un càncer estomacal.